# Clock Tower 3
Clock Tower 3 est un jeu vidéo de type survival horror sorti en 2002 au japon sur PlayStation 2, et en 2003 en Europe et en Amérique du Nord. Le jeu a été développé par Capcom Production Studio 3 et Sunsoft, il a été édité par Capcom. Il s'agit du quatrième opus de la saga Clock Tower.
Il s'agit du premier jeu de la série permettant de contrôler entièrement le personnage et non plus de le diriger comme dans un point-and-click. Il s'agit également du premier jeu à ne pas proposer plusieurs fins différentes. Tout comme Clock Tower II: The Struggle Within, cet opus n'a pas grand-chose à voir avec la saga.
Il s'agit également du seul jeu à avoir été réalisé par un réalisateur de renom : Kinji Fukasaku. Clock Tower 3 ne reçut cependant que des avis mitigés lors de sa sortie dans la presse spécialisée.

## Système de jeu
Il n'existe pas de barre de vie dans Clock Tower 3, cette dernière est remplacée par un système de « stress » à la manière de Clock Tower qui rend le personnage plus vulnérable s'il est angoissé. La barre de stress augmente ainsi de manière très significative quand un assaillant touche le personnage principal ou que le personnage est pris par surprise. Quand la barre de stress est au maximum, Alyssa est alors en « mode panique », la musique s'accélère, l'environnement devient flou et menaçant et Alyssa se met à courir comme une folle et de manière désordonnée. Quand la peur est à son paroxysme, chaque coup porté par un ennemi devient mortel. Durant ce mode de jeu, il est impossible de se cacher. Le seul moyen est donc d'attendre que la barre de stress redescende.
Bien que Alyssa ne dispose pas d'arme sauf lors d'attaques contre les boss, de l'eau de lavande lui permet de ralentir ses assaillants. Cette eau est particulièrement importante puisque certains ennemis courent plus vite que Alyssa.
En plus comme dans les précédents Clock Tower, le personnage peut se cacher, soit trouver un objet de légitime défense.
À chaque fin de niveau, Alyssa obtient l'arc de lumière lui permettant de combattre un boss. Il s'agit de la seule partie du jeu où le personnage se défend en utilisant une arme.

## Synopsis
Le jeu se passe à Londres en 2003. Alyssa Hamilton (アリッサ･ハミルトン, Arissa Hamiruton) est une jeune fille de 14 ans vivant dans un pensionnat depuis trois ans. Sa mère Nancy Hamilton (ナンシー･ハミルトン, Nanshī Hamiruton), l'a envoyé au pensionnat après que son grand-père Dick Hamilton (ディック･ハミルトン, Dikku Hamiruton), a disparu. Elle lui a alors demandé de ne pas revenir avant au moins six ans. 
Le jeu commence quand Alyssa reçoit une lettre de sa mère lui indiquant de se cacher jusqu'à la fin de son quinzième anniversaire. Malgré l'avertissement de sa mère, Alyssa décide de rentrer au manoir familial. Elle ne trouve cependant pas sa mère mais un drôle de personnage appelé The Dark Gentleman (闇の紳士, Yami no shinshi). Il lui annonce alors que sa mère ne reviendra pas et qu'il est l'actuel locataire du manoir. Alyssa part néanmoins à la recherche de sa mère et fait d'étranges découvertes qui la font voyager dans le temps.

## Personnages
- Alyssa Hamilton : la protagoniste du jeu, elle porte un costume écolière, veste vert foncé, jupe écossaise et cravate rouge. Elle est la seule personnage jouable.
- Nancy Hamilton : mère de Alyssa décédée
- Philip Hamilton : père de Alyssa décédé
- Dick Hamilton : Antagoniste qui est The Dark Gentleman et Darcy Burroughs et c'est le papi de Alyssa
- William Norton : père de May décédé
- May Norton : fille de William et victime de Sledgehammer
- Dennis Owen : ami de Alyssa
- Linda Owen : sœur de Dennis mentionnée et Scissorwoman Jemima se fait passer pour celle ci
- Albert Rand : fils de Dorothy et victime de Corroder
- Dorothy Rand : mère de Albert et victime de Corroder
- Sledgehammer : ennemi au masse
- Corroder : ennemi au lance acide
- Chopper : ennemi aux faucilles
- Scissorman Ralph et Scissorwoman Jemima : Ennemis aux lames ciselés.

## Accueil
Le jeu a dans l'ensemble reçu des critiques mitigées.